# Reykjavíkurborg
Reykjavíkurborg – gmina w południowo-zachodniej Islandii, w regionie stołecznym Höfuðborgarsvæðið. Składa się z dwóch części rozdzielonych zatoką Kollafjörður: południowa obejmuje stolicę kraju Reykjavík i jej okolice, północna - południową część masywu Esja. Pomiędzy obiema częściami gminy ulokowana jest gmina Mosfellsbær. 

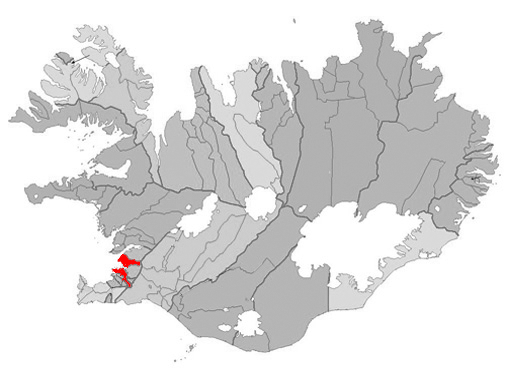
Położenie gminy Reykjavíkurborg na mapie administracyjnej kraju

Reykjavíkurborg to największa pod względem liczby ludności gmina na wyspie - zamieszkuje ją 126,0 tys. osób (2018). Większość z nich (124,8 tys.) zamieszkuje w Reykjavíku. Jedyną większą miejscowością w gminie, poza stolicą, jest Grundarhverfi á Kjalarnesi, które zamieszkuje blisko 600 osób). 
W 1998 roku do gminy Reykjavíkurborg włączono gminę Kjalarneshreppur.